# 台湾酸脚杆
台湾酸脚杆（学名：Medinilla formosana）为野牡丹科酸脚杆属下的一个种。其种加词“formosana”意为“台湾的”。